# دوري الدرجة الأولى الروماني 1927–28
دوري الدرجة الأولى الروماني 1927–28 (بالرومانية: Divizia A 1927-1928)‏ هو الموسم 16 من دوري الدرجة الأولى الروماني. أقيم خلال الفترة 24 يونيو 1928 وحتى 29 يوليو 1928، وأشرف على تنظيمه اتحاد رومانيا لكرة القدم، وكان عدد الأندية المشاركة فيه 12، وفاز فيه CS Colțea Brașov ‏.